# International Code of Nomenclature of Prokaryotes
De International Code of Nomenclature of Prokaryotes of Prokaryotic Code (voorheen International Code of Nomenclature of Bacteria (ICNB) of Bacteriological Code) regelt de nomenclatuur (wetenschappelijke naamgeving) voor prokaryoten, voornamelijk bacteriën maar inclusief de archaea (oerbacteriën).
Oorspronkelijk werden bacteriën benoemd volgens de botanische nomenclatuur. Vanaf 1958 werd de International Code of Nomenclature of Bacteria and Viruses gehanteerd. Er werd een speciaal wetenschappelijk tijdschrift voor opgericht: het International Bulletin of Bacterial Nomenclature and Taxonomy, later voortgezet als International Journal of Systematic Bacteriology (IJSB) en thans als International Journal of Systematic and Evolutionary Microbiology (IJSEM)
.
Op de Bacteriological Code wordt toezicht gehouden door het International Committee on Systematics of Prokaryotes (ICSP); vroeger het International Committee on Systematic Bacteriology, ICSB). De Bacteriological Code stelt de regels vast voor de naamgeving van de taxonomische groepen van bacteriën en regelt de positie van de taxonomische rangen ten opzichte van elkaar.
In 1980 zijn alle bestaande namen herzien; alleen de namen in de Approved Lists of Bacterial Names (eenmalig vastgesteld) mogen gebruikt worden.
Voor een naam van na 1980 zal de ICSP vaststellen of de naamgeving voldoet aan de Bacteriological Code, zo ja dan wordt deze gepubliceerd in het International Journal of Systematic and Evolutionary Microbiology (IJSEM).